# Babette Winter
Babette Winter (ur. 6 czerwca 1964 w Castrop-Rauxel) – niemiecka polityk, chemik i samorządowiec, działaczka Socjaldemokratycznej Partii Niemiec (SPD), sekretarz stanu w rządzie Turyngii, deputowana do Parlamentu Europejskiego VIII kadencji.

## Życiorys
W 1983 zdała egzamin maturalny w rodzinnej miejscowości. W 1988 ukończyła chemię na Westfalskim Uniwersytecie Wilhelma w Münsterze, doktoryzowała się na tej uczelni w 1991. W latach 1992–2003 kierowała działem w Institut für Chemo- und Biosensorik w Münsterze, następnie do 2010 odpowiadała za sprawy public relations w jednym z urzędów administracji publicznej w Nadrenii Północna-Westfalii. W latach 2010–2011 zatrudniona jako referent do spraw środowiska, rolnictwa, przyrody i ochrony konsumentów w stałym przedstawicielstwie NRW przy Unii Europejskiej w Brukseli. W 2012 została dyrektorem wydziału w resorcie rolnictwa, leśnictwa i środowiska w rządzie Turyngii.
Zaangażowała się w działalność polityczną w ramach Socjaldemokratycznej Partii Niemiec, obejmowała różne funkcje w strukturze partii i jej organizacji kobiecej ASF. W 2014 powołana na sekretarza stanu do spraw europejskich i kultury w administracji rządowej Turyngii.
W wyborach europejskich w 2014 kandydowała do PE na liście zastępców poselskich Socjaldemokratycznej Partii Niemiec. Mandat eurodeputowanej VIII kadencji objęła w styczniu 2019, zastępując Jakoba von Weizsäckera. W Europarlamencie dołączyła do frakcji Postępowego Sojuszu Socjalistów i Demokratów. Kadencję zakończyła w lipcu tegoż roku, powracając na poprzednie stanowisko w administracji krajowej.